# Gersix Manufacturing Company
Gersix Manufacturing Company, vorher Gersix Motor Car Company, war ein US-amerikanischer Hersteller von Nutzfahrzeugen.

## Unternehmensgeschichte
Louis Gerlinger gründete 1913 das Unternehmen in Portland in Oregon. Seine Söhne George, Louis Junior und Edward waren ebenfalls beteiligt. 1916 begann die Produktion von Lastkraftwagen. George Peters war der Konstrukteur. Der Markenname lautete Gersix, eine Verbindung aus Gerlinger und Six für Sechszylindermotoren. 1917 folgte der Bankrott.
Edgar K. Worthington und Frederick W. Keen kauften die Reste auf, verlegten den Sitz nach Seattle im Bundesstaat Washington und wechselten den Namen. 1919 verkaufte Keen seine Anteile an Harry W. Kent.
1922 endete die Produktion. Insgesamt entstanden etwa 100 Fahrzeuge. In dem Jahr führten die beiden Anteilseigner eine Reorganisation durch. Daraus entstand Kenworth, eine Zusammensetzung ihrer Namen Kent und Worthington.

## Fahrzeuge
Die ersten Modelle hatten Sechszylindermotoren von der Continental Motors Company, die bald darauf durch ebensolche von der Wisconsin Motor Manufacturing Company ersetzt wurden. Die Nutzlast betrug 2,5 Tonnen. Als Radstand sind 381 cm und 432 cm überliefert. Später gab es auch 1,5- und 3,5-Tonner sowie Motoren von Buda.